# شعب العيزقي (المخادر)

تعديل مصدري - تعديل

شعب العيزقي محلة تابعة لقرية الخربات، التابعة لعزلة السحول بمديرية المخادر إحدى مديريات محافظة إب في الجمهورية اليمنية، بلغ تعداد سكانها 59 حسب تعداد اليمن لعام 2004.